# Vlag van Wirdum

Vlag van Wirdum

De vlag van Wirdum is de dorpsvlag van het Nederlandse dorp Wirdum, in de Friese gemeente Leeuwarden. De vlag werd in de huidige vorm in 1989 geregistreerd.

## Beschrijving
De beschrijving van de vlag is als volgt:
Vlucht schuin gedeeld van geel (broektop) en groen (vluchthoek); op het geel een half uit de deellijn komend zwart steigerend paard.
De kleuren zijn afkomstig van het dorpswapen.

## Zie ook

Wapen van Wirdum